# Heiban (Volk)
Die Heiban (auch Ebang genannt) leben in den Nubabergen in Sudan um die Ortschaft Heiban und gehören zu denjenigen afrikanischen Völkern, welche unter der Bezeichnung „Nuba“ zusammengefasst werden. Ihre Bevölkerungszahl liegt bei unter 50.000. Viele Heiban-Nuba sind Christen.
Ihre Sprache wird ebenfalls Heiban genannt und gehört zur Heiban-Untergruppe der kordofanischen Sprachen.